# 斯捷潘·奥博林
斯捷潘·伊里奇·奥博林（俄语：Степа́н Ильи́ч Обо́рин，1894年8月15日—1941年10月16日），苏联少将，军事指挥官。1919年加入布尔什维克。1941年苏德战争爆发，西部方面军在比亚韦斯托克-明斯克战役遭到毁灭性打击，总司令德米特里·格里戈里耶维奇·巴甫洛夫被解除职务、逮捕，并被控以叛国与失职。1941年遭到牵连被逮捕，随后判处死刑。